# The Gap Band
The Gap Band est un groupe américain de rhythm and blues et de funk, qui a connu un succès international dans les années 1970 et 1980. Composé de trois frères (Charlie, Ronnie, et Robert Wilson), le groupe, dont le nom fait référence à trois rues (Greenwood, Archer, et Pine Street) du quartier afro-américain de Greenwood à Tulsa (Oklahoma), leur ville natale, s'est arrêté en 2010.

## Carrière
Robert Wilson, bassiste du groupe, est décédé le 15 août 2010 d'une crise cardiaque à Palmdale à l'âge de 53 ans. Il était marié avec Brenda et père de 2 enfants, Robin et Latina Wilson.
Ronnie Wilson a lancé le groupe "The New Gap Band" avec le chanteur Gavyn Rhone et se dispute l'utilisation du nom The Gap Band avec Charlie Wilson depuis 2010.

### Membres
Membres actuels :
- Charlie Wilson
- Ronnie Wilson †[4]

Anciens membres :
- Robert Wilson †
- Ronnie Smith
- Raymond Calhoun

## Discographie

### Albums
- 1974 : Magician's Holiday (Shelter)
- 1976 : The Gap Band (Tattoo)
- 1979 : The Gap Band (Mercury)
- 1979 : The Gap Band II (Mercury)
- 1980 : The Gap Band III (Mercury)
- 1982 : Gap Band IV (Mercury)
- 1983 : Gap Band V: Jammin' (Mercury)
- 1985 : The Gap Band VI (Total Experience)
- 1986 : The Gap Band VII (Total Experience)
- 1987 : The Gap Band VIII (Total Experience)
- 1988 : Straight from the Heart (Total Experience)
- 1989 : Round Trip (Capitol)
- 1994 : Humpin' (PolyGram)
- 1994 : Testimony (Rhino)
- 1995 : Ain't Nothing But a Party (Raging Bull)
- 1996 : Live & Well (Intersound)
- 1999 : Y2K: Funkin' Till 2000 Comz (Crash)
- 2001 : Love at Your Fingatips (9th Floor / Universal)

### Singles
- 1979 : Open Up Your Mind (Wide) US R&B #13
- 1979 : Steppin'
- 1979 : Shake US #101, US R&B #4
- 1980 : Oops Upside Your Head UK #6, US #102, US R&B #4
- 1980 : Party Lights UK #30, US R&B #36
- 1980 : Steppin' (Out) US #103, US R&B #10
- 1980 : Burn Rubber On Me (Why You Wanna Hurt Me) UK #22, US #84, US R&B #1
- 1981 : Humpin' UK #36, US R&B #60
- 1981 : Yearning For Your Love UK #47, US #60, US R&B #5
- 1982 : Early in the Morning UK #55, US #24, US R&B #1
- 1982 : You Dropped a Bomb on Me US #31, US R&B #2
- 1983 : Outstanding UK #68, US #51, US R&B #1
- 1983 : Party Train US #101, US R&B #3
- 1983 : Jam the Motha US R&B #16
- 1983 : I'm Ready If You're Ready UK #87
- 1984 : Someday UK #17
- 1984 : Jammin' in America UK #64
- 1984 : Beep a Freak US R&B #2
- 1985 : I Found My Baby US R&B #8
- 1985 : Disrespect US R&B #18
- 1985 : Desire US R&B #46
- 1986 : Automatic Brain US R&B #78
- 1986 : Going in Circles US R&B #2
- 1986 : Big Fun UK #4, US R&B #8
- 1987 : How Music Came About UK #61
- 1987 : Oops Upside Your Head '87 UK #20
- 1987 : Sweeter Than Candy US R&B #40
- 1987 : Zibble Zibble (Get The Money) US R&B #15
- 1988 : I'm Gonna Git You Sucka UK #63, US R&B #14
- 1988 : Straight From the Heart US R&B #36
- 1989 : All Of My Love UK #88, US R&B #1
- 1990 : Addicted to Your Love US R&B #8
- 1990 : We Can Make It Right US R&B #18
- 1995 : First Lover US R&B #59
- 1995 : Got It Goin' On US R&B #75
- 2004 : Oops Upside Your Head (avec DJ Casper) UK #16

### Collaboration
- 2008 : Can't Say Goodbye sur l'album Ego Trippin' de Snoop Dogg